# CCL19
CCL19 (englisch CC-chemokine ligand 19) ist ein Zytokin aus der Familie der CC-Chemokine.

## Eigenschaften
CCL19 ist an Entzündungsprozessen beteiligt. Es wird vor allem im Thymus und in den Lymphknoten, in mittleren Mengen in der Luftröhre und im Colon sowie in geringen Mengen im Magen, im Darm, in der Lunge, in den Nieren und in der Milz gebildet. Es ist chemotaktisch für verschiedene Immunzellen, darunter dendritische Zellen und Antigen-aktivierte B-Zellen, und CCR7-positive zentrale T-Gedächtniszellen.